# Pontyates
Pontyates är en by i Carmarthenshire i Wales. Byn är belägen 78 km 
från Cardiff. Orten har 1 538 invånare (2016).